# Аккайинський район
Аккайи́нський район (каз. Аққайың ауданы, рос. Аккайынский район) — адміністративна одиниця у складі Північноказахстанської області Казахстану. Адміністративний центр — село Смирново.

## Географія
Територія району знаходиться в зоні лісостепу. Основний тип ґрунтів — чорноземи. На території району знаходяться озера загальною площею 13 516 га, рік немає.

## Населення
Населення — 18550 осіб (2021; 22941 у 2009, 31705 у 1999, 40222 у 1989).
Національний склад (станом на 2015 рік):
- росіяни — 9093 особи (43,62 %)
- казахи — 6961 особа (33,39 %)
- українці — 1766 осіб (8,47 %)
- німці — 1589 осіб (7,62 %)
- татари — 404 особи
- поляки — 317 осіб
- білоруси — 260 осіб
- литовці — 57 осіб
- вірмени — 44 особи
- чуваші — 41 особа
- чеченці — 40 осіб
- азербайджанці — 39 осіб
- мордва — 20 осіб
- башкири — 20 осіб
- узбеки — 14 осіб
- інгуші — 10 осіб
- таджики — 3 особи
- інші — 169 осіб

## Історія
Бейнеткорський район був утворений 17 січня 1928 року у складі Кзил-Джарського (пізніше Петропавловського) округу з центром у селищі Кедей. 17 грудня 1930 року центр району було перенесено до села Шолак-Дощан, частина району відійшла до складу Булаєвського району, в той же час частина Булаєвського району та частини ліквідованих Трудового, Червоноармійського і Кзил-Аскерського районів передана до складу Бейнеткорського району. Район перейшов у пряме підпорядкування республіці. 11 вересня 1931 року відбулася передача сільрад в межах Булаєвського, Ленінського, Бейнеткорського та Тонкерейського районів. Тоді район складався із 14 сільських та селищної ради (Арал-Агаська, Аяккульська, Голощокінська, Григор'євська, Ісаєвська, Івановська, Коктерецька, Кучковська, Кіялинська, Молотовська, Полтавська, Сартомарська, Сінновська, Чаглинська). 11 січня 1932 року центр району перенесено до станції Кіяли. 27-28 лютого 1932 року відбулась передача сільрад в межах Бейнеткорського та Ленінського районів.
10 березня 1932 року район увійшов до складу новоствореної Карагандинської області, центром стало село Бейнеткорськ. 10 лютого 1935 року центром району стало село Шолак-Дощан. 29 липня 1936 року район увійшов до складу новоствореної Північноказахстанської області
31 липня 1940 року район був перейменований у Радянський район. 23 травня 1941 року центр району було перенесено до села Смирново, яке одразу отримало статус смт і назву Смирновський. 16 березня 1948 року територію радгоспу Совєтський передано до складу Булаєвського району.
17 грудня 1954 року Кіровська селищна рада була передана до складу Чкаловського району Кокчетавської області. 21 жовтня 1955 року до складу Булаєвського району передано територія радгоспу Молодіжний. 27 квітня 1956 року до складу Булаєвського району передано 148,44 км² (землі радгоспу Лісні поляни, обласної контори Заготскот, Селектинського державного земельного фонду); до складу Коктерецької сільради зі складу Приішимського району передано територію площею 42,49 км² колишнього колгоспу Кзил-Жулдуз. 30 липня 1957 року села Кзил-ту, Сартомар, Тенельдик Сартомарської аулради передано до складу Молодіжної селищної ради сусіднього Булаєвського району. 3 жовтня 1957 року державна лісова дача Довгі рощі передана до складу Полудінського району.
10 червня 1959 року номерні залізничні роз'їзди отримали нові назви:
- роз'їзд № 1 — Жана-Турмис
- роз'їзд № 2 — Шаховський
- роз'їзд № 3 — Кауданди
- роз'їзд № 4 — Бозарал
- роз'їзд № 5 — Жанажол
- роз'їзд № 6 — Совєт
- роз'їзд № 7 — Чагли

16 лютого 1960 року село Каратал Григор'євської сільради передано до складу Асановської сільради Полудінського району.
2 січня 1963 року до складу району увійшла територія ліквідованого Полудінського району та Бішкульська сільрада ліквідованого Приішимського району. 4 січня 1963 року до складу Бішкульської сільради району увійшли радгоспи імені Мічуріна та Озерний Петропавловської міської ради. 8 травня 1963 року Гавринська сільрада передана до складу Булаєвського району. 31 грудня 1964 року відновлено Соколовський район, до його складу увійшли Асановська, Бішкульська, Бугровська, Світлополянська сільради Радянського району. 9 червня 1965 року села Акбас, Трудова Нива та Чапаєво Акбаської сільради передано до складу Бескольської сільради Соколовського району; село Жалтир передане до складу Зарічної сільради Ленінського району.
6 січня 1967 року Полудінська сільрада передана до складу Булаєвського району.
8 грудня 1993 року в країні була розпочата адміністративна реформа, при якій сільради перетворені в сільські округи, міські та селищні ради — у міські та селищні адміністрації відповідно. 12 січня 1994 року адміністративні зміни відбулись в Північноказахстанській області, в Радянському районі було утворено 13 сільських округів.
11 березня 1999 року Радянський район було перейменовано в Аккайинський.

## Склад
До складу району входять 12 сільських округів:
| Поселення                      | Площа, км² | Населення, осіб (1989) | Населення, осіб (1999) | Населення, осіб (2009) | Населення, осіб (2021) | Центр      | Населені пункти |
| ------------------------------ | ---------- | ---------------------- | ---------------------- | ---------------------- | ---------------------- | ---------- | --------------- |
| Аралагаський сільський округ   | -          | 2649                   | 2049                   | 1368                   | 983                    | Аралагаш   | 3               |
| Астраханський сільський округ  | -          | 1620                   | 1298                   | 1135                   | 960                    | Астраханка | 2               |
| Власовський сільський округ    | -          | 1909                   | 1340                   | 977                    | 711                    | Власовка   | 2               |
| Григор'євський сільський округ | -          | 2578                   | 2000                   | 1311                   | 1024                   | Трудове    | 4               |
| Івановський сільський округ    | -          | 1873                   | 1679                   | 1107                   | 646                    | Івановка   | 1               |
| Кіялинський сільський округ    | -          | 5302                   | 3702                   | 2490                   | 1849                   | Кіяли      | 3               |
| Лісний сільський округ         | -          | 2706                   | 2166                   | 1512                   | 1260                   | Ленінське  | 2               |
| Полтавський сільський округ    | -          | 1933                   | 1560                   | 964                    | 828                    | Полтавка   | 2               |
| Смирновський сільський округ   | -          | 9314                   | 7556                   | 5796                   | 5820                   | Смирново   | 1               |
| Токушинський сільський округ   | -          | 4115                   | 3726                   | 2771                   | 2130                   | Токуші     | 3               |
| Черкаський сільський округ     | -          | 2879                   | 2538                   | 1830                   | 999                    | Черкаське  | 3               |
| Шагалалинський сільський округ | -          | 3344                   | 2091                   | 1680                   | 1340                   | Шагалали   | 3               |

## Найбільші населені пункти
Населені пункти з чисельністю населення понад 1000 осіб:
| № | Населений пункт | Населення, осіб (1989) | Населення, осіб (1999) | Населення, осіб (2009) | Населення, осіб (2021) |
| - | --------------- | ---------------------- | ---------------------- | ---------------------- | ---------------------- |
| 1 | Смирново        | 9149                   | 7556                   | 5796                   | 5820                   |
| 2 | Кіяли           | 4274                   | 3227                   | 2214                   | 1705                   |
| 3 | Токуші          | 2897                   | 2586                   | 2066                   | 1634                   |
| 4 | Шагалали        | 2523                   | 1555                   | 1283                   | 1113                   |
| 5 | Ленінське       | 2084                   | 1702                   | 1324                   | 1083                   |